# Várzea de Tavares
Várzea de Tavares is een plaats (freguesia) in de Portugese gemeente Mangualde en telt 370 inwoners (2001).